# Aplodactiliden
Aplodactiliden (Aplodactylidae) zijn een familie van straalvinnige vissen uit de orde van Baarsachtigen (Perciformes).

## Geslacht
- Aplodactylus Valenciennes, 1832